# سكتش
سكتش (بالإنجليزية: Sketch)‏ هو محرر رسومات متجه لنظام ماك أو إس طورته الشركة الهولندية سكتش، (المعروفة سابقًا باسم Bohemian Coding)، كما أنه يحتوي على تطبيق ويب يسمح للمستخدمين باستخدام البرنامج على أي جهاز كمبيوتر، يتم استخدامه بشكل أساسي لواجهة المستخدم وتصميم تجربة المستخدم لمواقع الويب وتطبيقات الأجهزة المحمولة.

## التاريخ
تم إصداره لأول مرة في 7 سبتمبر 2010.
على الرغم من بيع سكتش سابقًا من خلال آب ستور، قام المطورون بسحب التطبيق من المتجر في ديسمبر 2015 وبدلاً من ذلك قاموا ببيعه من خلال موقع الويب الخاص بهم. وأشاروا إلى الإرشادات الفنية الصارمة لشركة أبل، وعملية المراجعة البطيئة، ونقص أسعار الترقية كأسباب لهذا القرار.
في 8 يونيو 2016 ، أعلنوا على مدونتهم أنهم ينتقلون إلى نظام ترخيص جديد لـ سكتش. تسمح التراخيص للمستخدمين بتلقي التحديثات لمدة عام واحد، وبعد ذلك يمكنهم الاستمرار في استخدام الإصدار الأخير المنشور قبل انتهاء صلاحية الترخيص، أو تجديد ترخيصهم لمواصلة تلقي التحديثات لمدة عام آخر.

## وظائف البرنامج المتقدمة
- يستخدم سكتش بشكل أساسي لتصميم واجهة المستخدم وتجربة المستخدم لتطبيقات الجوال ويستخدم من قبل مطوري مواقع الويب لتحويل التصميمات إلى مواقع ويب.
- يمكن استخدام برامج الجهات الخارجية وأدوات التسليم لعرض تصميمات سكتش على الأنظمة الأساسية الأخرى.[7][8]
- يتم حفظ الملفات المصممة في سكتش بتنسيق ملف (.sketch) الخاص به، على الرغم من أنه يمكن فتح ملفات (.sketch) في أدوبي إليستريتور وأدوبي فوتوشوب وبرامج أخرى.
- يمكن أيضًا حفظ التصميمات بتنسيقات PNG وJPG وSVG وPDF وTIFF وويب بي وما إلى ذلك.[9]

## الجوائز
- حصل على جائزة آبل للتصميم،[10] في عام 2012.

## وصلات خارجية
الموقع الرسمي